# Catharina Warme-Hellström
Catharina Warme-Hellström, född 1952 i Västerås, är en svensk grafiker och bildkonstnär. Hon är utbildad på Konstfack i Stockholm 1974–1978.
Warme-Hellströms är representerad på en rad olika konstmuseer, bland annat Västerås konstmuseum, Uppsala konstmuseum, Stockholms konstråd och Statens konstråd.

## Offentlig verk i urval
- Sörmlands läns landsting, 2014, Ljudabsorbenter[1]
- ”Grönt rum”, 2013, Skolsta skola, Enköping kommun[2]
- "Tittut", 2004, Glasmålningar, Råby Centrum, Västerås[3]